# Jardín Botánico Makino
El Jardín Botánico Makino de la Prefectura de Kochi o en japonés: 高知県立牧野植物園 (Kōchi Kenritsu Makino Shokubutsuen), es un jardín botánico de 8.789 m² de extensión, que se encuentra en la zona montañosa de Godaisan, en la prefectura de Kōchi, Japón.
El código de reconocimiento internacional del Makino Kochi Prefectural Botanical Garden  como institución botánica (en el Botanical Gardens Conservation International - BGCI), así como las siglas de su herbario es KOCHI.

## Localización
Makino Kochi Prefectural Botanical Garden Godaisan, 3579-2 Kochi City, Kochi-Ken, Japón.
Para llegar tome el autobús de Godaisan en la estación de autobuses de Dentetsu (hasta llegar a la parada de Harimayabashi). Se tarda aproximadamente 20 minutos andando hasta llegar a la escalinata del templo Chikurinji junto al jardín botánico.
Planos y vistas satelitales.33°32′48″N 133°34′40″E / 33.54667, 133.57778
El jardín está abierto todos los días con tarifa de entrada.

## Historia

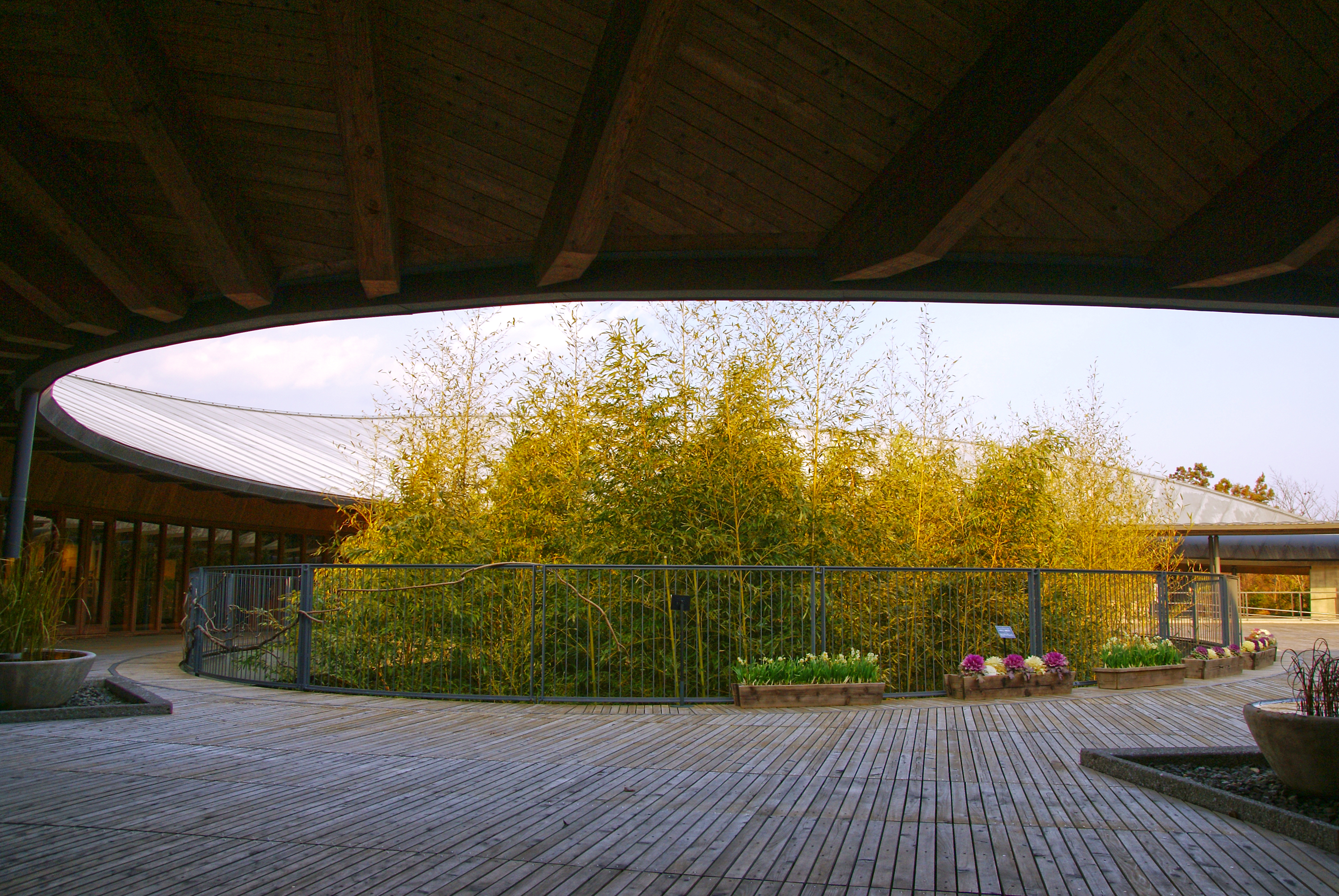
Galería de exhibiciones « Tomitaro Makino » del jardín botánico.

Desde 1958 año de su creación, el jardín botánico Makino ha exhibido el trabajo del Dr. Tomitarō Makino, padre de la botánica sistemática japonesa, y botánico de reconocimiento mundial que era oriundo de Kochi. 
Con motivo del aniversario de Tomitaro Makino, en noviembre de 1999, se inauguraron las galerías de exhibiciones de Tomitaro Makino, que albergan una exposición permanente de la vida y la obra de Makino así como varias exposiciones temporales. Gracias a estas estructuras han mejorado grandemente las capacidades de exhibición como de investigación de esta institución.
Este jardín gracias a sus capacidades investigadoras y expositivas, se encuentra entre los 30 mejores jardines botánicos del mundo. Su Director es Noritosi Inagaki.

## Colecciones
El jardín nos muestra en cada estación una faceta renovada, conteniendo unas 1500 variedades de plantas, que se agrupan en :
- Rhododendron japoneses.
- Aceres.
- Chrysanthemum.
- Plantas trepadoras.
- Plantas de piedra caliza.

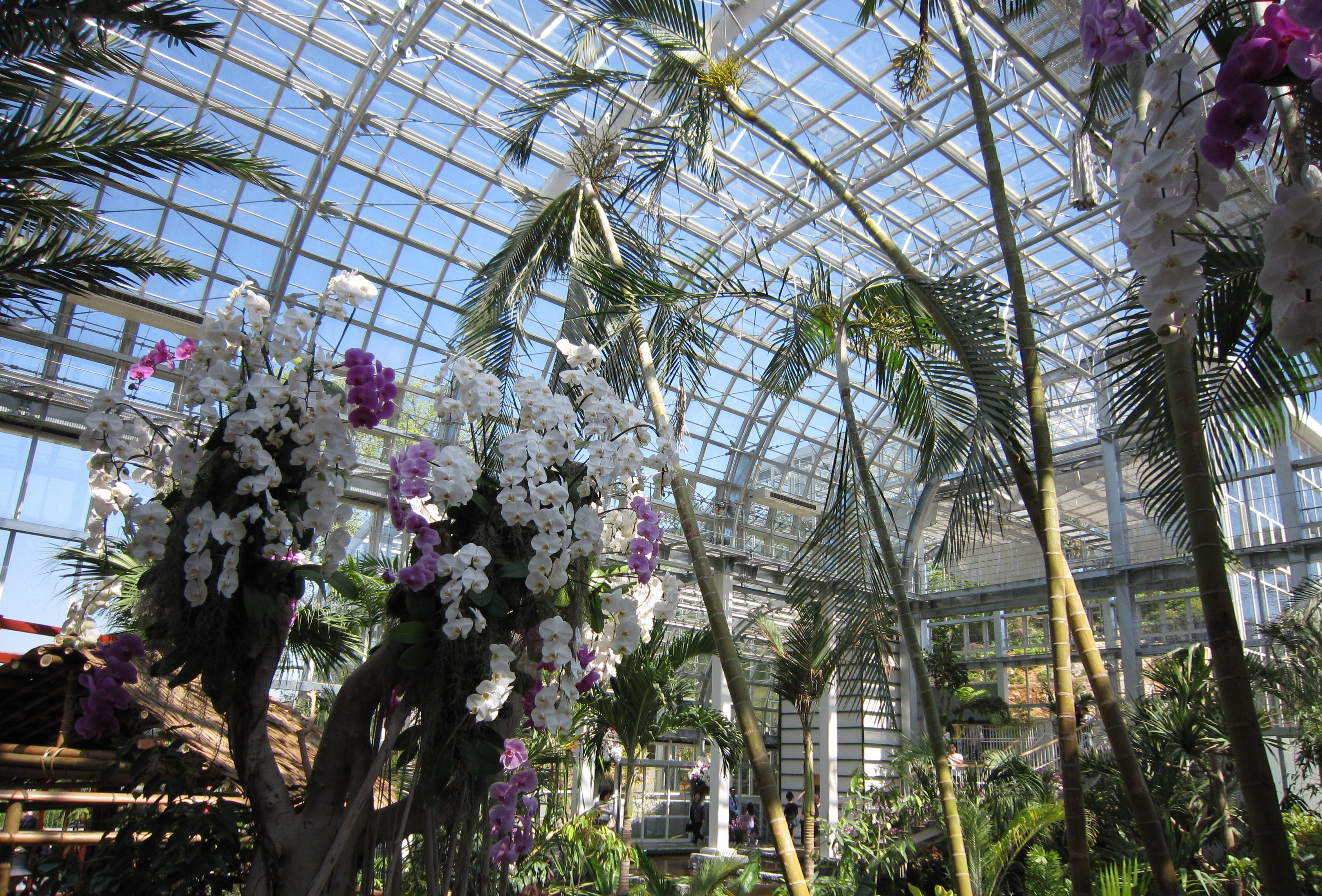
Interior del invernadero del jardín botánico Makino.

- Plantas de la región de Sohayaki.
- Plantas silvestres de la región de Kochi.
- Invernadero, con plantas tropicales de diversas regiones del mundo.